# Soesiladeepakius
Soesiladeepakius Makhan, 2007 è un genere di ragni appartenente alla Famiglia Salticidae.

## Etimologia
Il nome del genere è la combinazione di Soesila Makhan e Deepak Makhan, rispettivamente i nomi della moglie e di un figlio del descrittore Makhan.

## Caratteristiche
Questo genere ha delle affinità con Thiodina Simon, 1900, ma ne differisce per l'aspetto esteriore dei pedipalpi. Sono stati rinvenuti solo esemplari maschili, di lunghezza 2,4 millimetri e cefalotorace di colore marrone

## Distribuzione
L'unica specie oggi nota di questo genere è stata rinvenuta nel Suriname, nei pressi di Kasikasima, nel Sipaliwini.

## Tassonomia
A giugno 2011, si compone di una specie:
- Soesiladeepakius aschnae Makhan, 2007[3] — Suriname